# Gordon Schmiegelow
Gordon Schmiegelow (4. august 1899 på St. Croix – 21. marts 1984) var en dansk direktør.
Han var søn af administrator O.H. Schmiegelow og hustru Kate Isabella født Skeoch, tog realeksamen fra Stenhus Kostskole 1916 og blev uddannet på Købmandsskolen 1918-19 og på Institute of Bankers i London. Schmiegelow var ansat i Credit Lyonnais 1920-22, i A. O. Wrigley & Co. 1922-23, i Henry Schroeder &. Co. 1923-24, i Walter Sanderson & Co. 1925-32, alle i London. Dernæst var han ansat hos Keith, Bayley & Rigg, London fra 1932 og medindehaver fra 1936 til 1967.
Han var medlem af London Stock Exchange til 1972; medlem af bestyrelsen for Gerling Global Reinsurance Co. Ltd. (London) til 1966, Unex Investment Trust Ltd. og dettes datterselskab Romney Finance Co. til 1968 samt for Tileman & Co. Ltd., honorary secretary i The Danish Club, London 1926-27; medlem af bestyrelsen for Anglo-Danish Society 1933-65 og for Scandinavian Benevolent Society 1952-67. Han var Ridder af 1. grad af Dannebrogordenen.
Han blev gift 23. september 1930 med Gaëta Graae (6. marts 1904 i Varde - ?), datter af højesteretssagfører Gustav Graae og hustru Gaëta født Sabra.